# وولفگانگ بنکرت
وولفگانگ بنکرت (به آلمانی: Wolfgang Benkert) بازیکن فوتبال و دروازه‌بان اهل آلمان شرقی بود که از سال ۱۹۸۴ میلادی عضو تیم ملی فوتبال آلمان شرقی بوده‌است. وی در ۱ بازی ملی حضور داشته و در بازی‌های ملی‌اش گلی به ثمر نرساند. وولفگانگ بنکرت آخرین بازی ملی خود را در سال ۱۹۸۴ میلادی انجام داد.